# Baptiste Savaete
Baptiste Savaete (19 de octubre de 2000) es un deportista francés que compite en remo. Ganó dos medallas en el Campeonato Europeo de Remo, en los años 2021 y 2024.

## Palmarés internacional
| Campeonato Europeo | Campeonato Europeo | Campeonato Europeo | Campeonato Europeo      |
| Año                | Lugar              | Medalla            | Prueba                  |
| ------------------ | ------------------ | ------------------ | ----------------------- |
| 2021               | Varese (Italia)    | Medalla de plata   | Cuatro scull ligero     |
| 2024               | Szeged (Hungría)   | Medalla de bronce  | Scull individual ligero |